# 4276 Clifford
4276 Clifford eller 1981 XA är en asteroid i huvudbältet som korsar Mars omloppsbana. Den upptäcktes 2 december 1981 av den amerikanske astronomen Edward L.G. Bowell vid Anderson Mesa Station. Den är uppkallad efter den kanadensiska amatörastronomen Clifford J. Cunningham.
Asteroiden har en diameter på ungefär 4 kilometer.